# Сюзанна (фільм)
Сюзанна (англ. Suzanne) — канадська драма 1980 року.

## Сюжет
Молода жінка вагітна від дрібного злодюжки, якого спіймали та засудили на десять років. Водночас жінка народжує сина та одружується з іншим. Час летить швидко, і злодій зрештою звільняється. Він відразу ж йде до неї, і це практично руйнує її шлюб. На щастя, він розуміє, що забравши жінку від чоловіка він тільки нашкодить сину і так відступає.

## У ролях
- Дженніфер Дейл — Сюзанна МакДональд
- Габрієль Аркан — Жорж Лафлеймм
- Вінстон Рекерт — Ніки Каллаген
- Кен Поуг — Ендрю МакДональд
- Мішель Россінйоль — Іветта МакДональд
- Маріанн Макісаак — Кеті
- Гордон Томпсон — Грег
- Джина Дік — Мерилін
- Майкл Айронсайд — Джиммі
- Хелен Хьюз — місіс Каллаген
- П'єр Курці — П'єр
- Айван Дюшарм — Едді
- Марк Желіна — власник Greasy Spoon
- Обер Паллачіо — детектив
- Жан Арчемболт — офіціант у клубі Іст-Енді
- Септіміу Север — підпільний акушер
- Софі Лавуа — танцюристка
- Сільві Бучер — танцюристка
- Мішель Скарабеллі — танцюристка
- Рені Джирард — черниця
- Воллі Мартін — клієнт взуттєвого магазину
- Мірейл Дейглун — медсестра
- Рой Вітем — домовласник
- Адам Чейз — Андре
- Манда Парент — нянька
- Жан-Жак Бланшет — поліцейський
- Марсель Готьє — поліцейський